# Coppa di Francia 2013-2014 (hockey su pista)
La Coppa di Francia 2013-2014 è stata la 13ª edizione della principale coppa nazionale francese di hockey su pista. La competizione ha avuto luogo dal 9 novembre 2013 e si è conclusa con la finale in campo neutro a Noisy-le-Grand il 27 aprile 2014.
Il trofeo è stato conquistato dal La Vendéenne per la quinta volta nella sua storia superando in finale il Noisy-le-Grand.

## Risultati

### Primo turno
| Squadra 1         | Risultato | Squadra 2         |
| ----------------- | --------- | ----------------- |
| Gujan-Mestras     | 1 - 8     | Biarritz          |
| Vaulx-en-Velin    | 5 - 4     | Sporting Fontenay |
| Tourcoing         | 4 - 8     | Noisy-le-Grand    |
| Mouilleron        | 6 - 9     | Saint-Sébastien   |
| Poiré Roller      | 8 - 5     | ASTA Nantes       |
| Nantes Longchamps | 2 - 4     | Nantes            |
| Ploufragan        | 7 - 6     | Ergué-Gabéric     |
| Loudéac           | 6 - 8     | Plonéour-Lanvern  |

### Ottavi di finale
| Squadra 1        | Risultato | Squadra 2       |
| ---------------- | --------- | --------------- |
| Gazinet-Cestas   | 3 - 4     | Saint-Brieuc    |
| Nantes           | 2 - 5     | SCRA Saint-Omer |
| Ploufragan       | 2 - 3     | Quévert         |
| Biarritz         | 2 - 3     | Coutras         |
| Poiré Roller     | 2 - 9     | Mérignac        |
| Saint-Sébastien  | 5 - 9     | Pacé            |
| Noisy-le-Grand   | 10 - 1    | Vaulx-en-Velin  |
| Plonéour-Lanvern | 3 - 9     | La Vendéenne    |

### Quarti di finale
| Squadra 1    | Risultato | Squadra 2       |
| ------------ | --------- | --------------- |
| Quévert      | 7 - 8     | Noisy-le-Grand  |
| Coutras      | 4 - 3     | Saint-Brieuc    |
| Pacé         | 2 - 6     | SCRA Saint-Omer |
| La Vendéenne | 5 - 1     | Mérignac        |

### Final four

#### Semifinali
| Noisy-le-Grand 26 aprile 2014 | La Vendéenne | 7 – 2 | SCRA Saint-Omer |  |

| Noisy-le-Grand 26 aprile 2014 | Coutras | 5 – 6 (d.t.s.) | Noisy-le-Grand |  |

#### Finale
| Noisy-le-Grand 27 aprile 2014 | La Vendéenne | 8 – 7 (d.t.s.) | Noisy-le-Grand |  |